# Groote Bosch
Het Groote Bosch, ook geschreven als Groote Bos, is een bosgebied in de gemeente Gulpen-Wittem in de Nederlandse provincie Limburg. Het bos ligt ten noorden van Slenaken, ten zuidoosten van Beutenaken en ten westen van Heijenrath. Het ligt op de oostelijke dalwand van de Gulp en het Gulpdal, op de westrand van het Plateau van Crapoel, en is een hellingbos. Het omvat een gebied van meer dan 60 hectare.
Aan de noordzijde van het bos liggen nog enkele losse hellingbossen. Aan de zuidoostzijde ligt aan de overzijde van de weg het Roebelsbos.
Aan de voet van het Groote Bosch stond vroeger de Broekmolen op de Gulp. Aan de noordwestrand van het bos ligt de voormalige Groeve Habets.

## Geschiedenis
Vroeger werd het gehele Plateau van Crapoel begroeid door een groot bos. In de 19e eeuw werd dit gefaseerd gekapt waarbij het Groote Bosch hiervan nog is overgebleven.

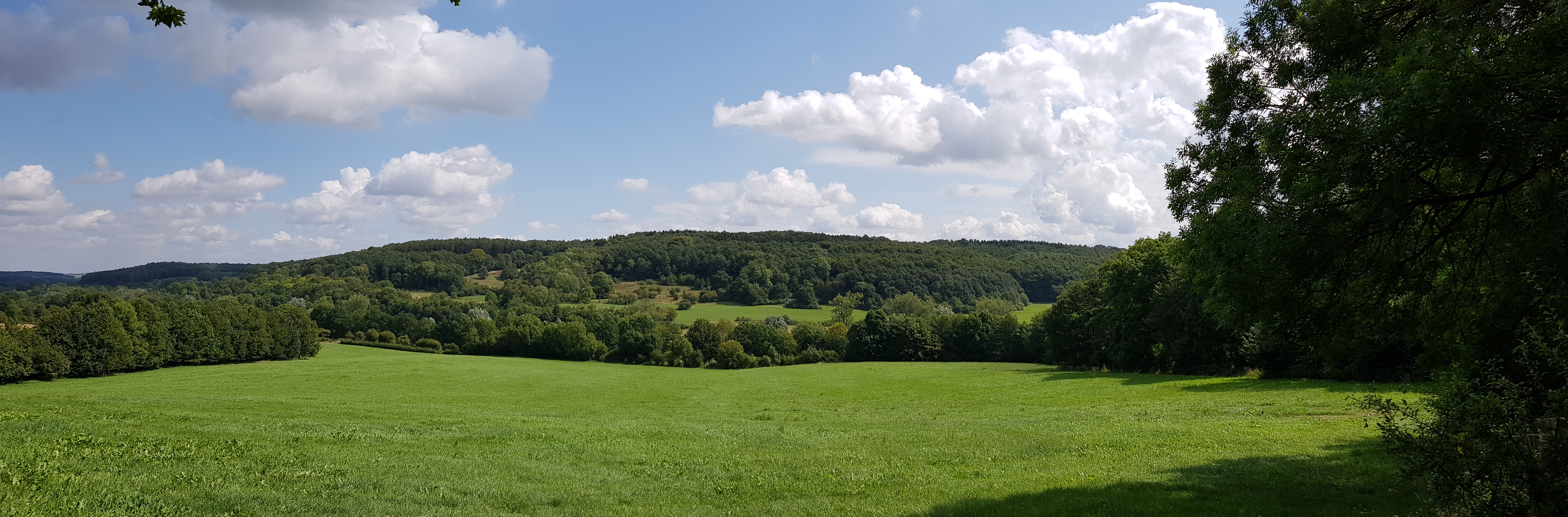